# Trichomanes rarum
Trichomanes rarum là một loài dương xỉ trong họ Hymenophyllaceae. Loài này được Poir. mô tả khoa học đầu tiên năm 1817.
Danh pháp khoa học của loài này chưa được làm sáng tỏ. 